# Swetlana Surunowna Kurbatskaja

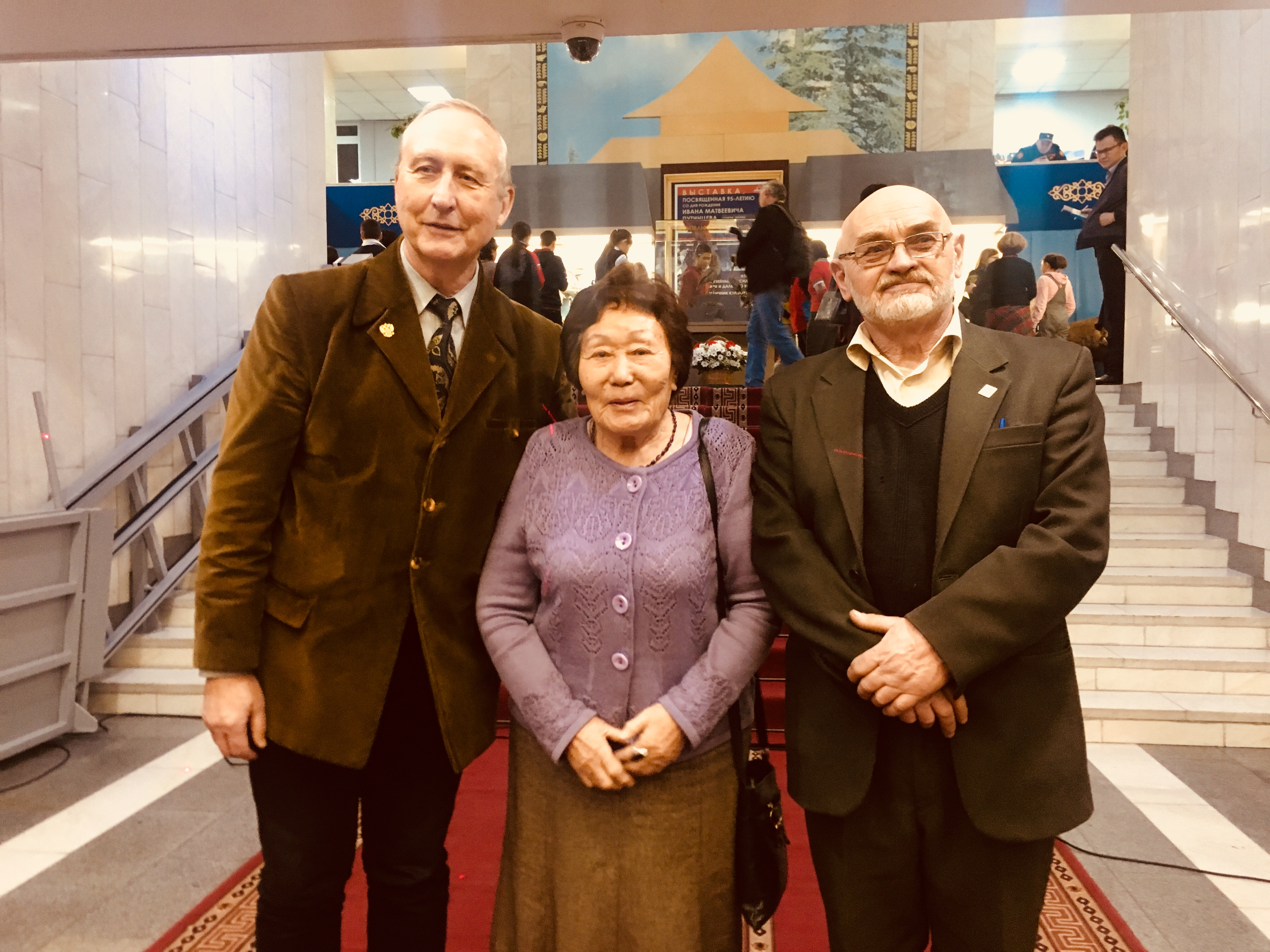
Swetlana Surunowna Kurbatskaja (Mitte) mit Nikolai Iwanowitsch Putinzew und Walentin Iwanowitsch Saika-Bile zur Feier des 95. Geburtstags des 2003 verstorbenen Künstlers Iwan Matwejewitsch Putinzew am 16. Januar 1920 im Nationalmuseum Tuwa

Swetlana Surunowna Kurbatskaja (russisch Светлана Суруновна Курбатская; * 1. Januar 1937 in Ersin, Tuwinische Volksrepublik) ist eine sowjetisch-russische Biogeographin und Hochschullehrerin.

## Leben
Kurbatskaja, verheiratet mit dem Historiker Georgi Nikolajewitsch Kurbatski (* 1936), schloss den Besuch der Mittelschule Nr. 2 in Kysyl mit einer Silbermedaille ab. Sie studierte dann Agrochemie an der Fakultät für Biologie und Bodenkunde der Lomonossow-Universität Moskau (MGU). Darauf wurde sie als Bodenkunde-Ingenieurin in die tuwinische Landmanagement-Expedition geschickt.
1963–1967 war Kurbatskaja Dekanin der neuen Biologisch-Chemischen Fakultät des Staatlichen Pädagogischen Instituts Kysyl (KGPI) und 1972–1980 Dekanin der Fakultät für Grundschulpädagogik des KGPI.
Seit 1980 arbeitet Kurbatskaja am Lehrstuhl für Geographie des neuen Fachbereichs Geographie des KGPI (seit 1995 Tuwinische Staatliche Universität).
Nach der Aspirantur bei Gleb Wsewolodowitsch Dobrowolski am Lehrstuhl für Bodengeographie der MGU verteidigte Kurbatskaja 1990 mit Erfolg ihre Dissertation über Bodenbedeckung und Biogeochemie der Gebirgstalsenken Tuwas für die Promotion zur Kandidatin der geographischen Wissenschaften.
1991 wurde Kurbatskaja Direktorin des internationalen Uws-Nuur-Biosphärenforschungszentrums der Sibirischen Abteilung der Russischen Akademie der Wissenschaften.
2003 wurde Kurbatskaja nach erfolgreicher Verteidigung ihrer Doktor-Dissertation über die Steppen-Ökosysteme der  Uws-Nuur-Talsenke zur Doktorin der geographischen Wissenschaften promoviert. 2001–2013 war sie Vorsitzende der Tuwa-Abteilung der Russischen Geographischen Gesellschaft. 2010 wurde sie zur Professorin ernannt. Sie ist Mitglied der russisch-mongolischen Kommission für die Verwaltung der grenzüberschreitenden Biosphärengebiete.

## Ehrungen
- Ehrenprofessorin des Instituts für Wirtschaftsgeographie Hunan (2000)
- Verdiente Arbeiterin der Republik Tuwa (2003)
- Verdiente Wissenschaftlerin der Republik Tuwa (2005)[1]
- Ehrenprofessorin der Tuwinischen Staatlichen Universität (2006)